# 川口市立鳩ヶ谷中学校
川口市立鳩ヶ谷中学校（かわぐちしりつ はとがやちゅうがっこう）は、埼玉県川口市鳩ヶ谷本町にある公立中学校。

## 沿革
- 1949年（昭和24年）4月8日 - 川口市立鳩ヶ谷中学校として開校。
- 1950年11月1日 - 川口市から分離したことに伴い、鳩ヶ谷町立鳩ヶ谷中学校になる。
- 1967年3月1日 - 鳩ヶ谷町の市制施行に伴い鳩ヶ谷市立鳩ヶ谷中学校になる。
- 2004年（平成16年）7月15日 - 西校舎内装工事、外壁大規模改修工事が竣工。
- 2011年（平成23年）10月11日 - 鳩ヶ谷市が川口市に合併し、校名も川口市立鳩ヶ谷中学校となる。

## 部活動

### 運動部
- 陸上部
- 卓球部
- バレー部
- 野球部
- バスケットボール部
- ソフトテニス部
- ソフトボール部
- サッカー部
- 基礎トレーニング部

### 文化部
- 吹奏楽部
- 華道部
- 美術部
- 演劇部